# 布萊德·富勒 (製片人)
布萊德利·富勒（英語：Bradley Fuller，1965年11月5日—），美國製片人，與麥可·貝、安德魯·福姆合夥持有白金沙丘。

## 早期生活
布萊德·富勒於1987年畢業於康乃狄克州的衛斯理大學。他未來的合夥人麥可·貝也是該學校的校友（1986年）。導演喬斯·溫登和米格·奧提塔也是富勒在衛斯理大學的同班同學。

## 個人生活
富勒和他的妻子亞歷珊卓（Alexandra）有兩個兒子：演員卡麥隆（Cameron）和弟弟帕克斯頓（Paxton）。

## 外部連結
- Bradley Fuller在互联网电影资料库（IMDb）上的資料（英文）